# Chiesa di San Leonardo Murialdo (Milano)
La Chiesa di San Leonardo Murialdo è una parrocchiale di Milano, sita nel quartiere e nel decanato del Giambellino .

## Storia
La parrocchia nasce nel 1940 con decreto del cardinal Schuster, con territorio separato dalla parrocchia di San Vito al Giambellino: intitolata inizialmente a San Sebastiano, viene rinominata nel 1955 da Giovanni Battista Montini in Cuore Immacolato di Maria in San Sebastiano al Lorenteggio. Affidata alle cure della congregazione di San Giuseppe, nel 1941 viene consacrata una chiesa provvisoria, che verrà sostituita dall'attuale edificio progettato da Ugo Zanchetta e ultimato nel 1955, con la consacrazione che avverrà nel 1960.
La parrocchia ha avuto un importante ruolo nell'istruzione del Lorenteggio: nel 1944 ha istituito la scuola elementare Murialdo, che dieci anni dopo accoglierà anche una scuola di formazione professionale, e nel 1959 assume la gestione della scuola Devota Maculan, ancora oggi esistente come scuola superiore, che fu protagonista nel 1951, quand'era ancora gestita dalle Sorelle della misericordia, di un tragico crollo di un muro che ha tolto la vita a quattordici bambini, oggi ricordati da un monumento vicino.
Nel 1986 Carlo Maria Martini la dedica a san Leonardo Murialdo.
Soggetta a rifacimento esterno ed interno tra il 1999 e il 2009, con questi lavori vengono ricostruiti facciata e sagrato e viene adeguata totalmente alla riforma liturgica del Concilio Vaticano II.

## Architettura
La struttura è in calcestruzzo armato, con ampio sagrato ed è orientata verso sud-ovest e nord-est. L'interno ha una navata principale e due navate laterali, sedi di varie cappelle, con il presbiterio sopraelevato.

### Oratorio
L'Oratorio Murialdo, con la sua polisportiva storica "Murialdina", ha costituito per anni un luogo di incontro importante per il quartiere.
Sostenuto dalla Fondazione Milan e dalla Fondazione Vodafone, ha una vera e propria palestra multisport al suo interno denominata "PalaMurialdo".